# Ministerstwo Spraw Wewnętrznych i Administracji
Ministerstwo Spraw Wewnętrznych i Administracji (MSWiA) – polski urząd administracji rządowej utworzony w 2015, obsługujący ministra właściwego do spraw trzech działów administracji rządowej: administracja publiczna, sprawy wewnętrzne, wyznania religijne oraz mniejszości narodowe i etniczne. Ministerstwo pod tą nazwą istniało także w latach 1997–2011.

## Utworzenie ministerstwa
Ministerstwo zostało utworzone na mocy rozporządzenia Rady Ministrów z 20 listopada 2015 (obowiązującego od 16 listopada 2015) poprzez przekształcenie dotychczasowego Ministerstwa Spraw Wewnętrznych (obsługującego dział sprawy wewnętrzne), do którego włączono część komórek i pracowników dotychczasowego Ministerstwa Administracji i Cyfryzacji (obsługujących działy administracja publiczna i wyznania religijne oraz mniejszości narodowe i etniczne). Ponadto na mocy rozporządzenia Rady Ministrów z 7 grudnia 2015 (obowiązującego od 27 listopada 2015) dokonano przekształcenia ministerstwa poprzez przekazanie części jego komórek i pracowników (obsługujących sprawy geodezji i kartografii) do Ministerstwa Infrastruktury i Budownictwa.

## Kierownictwo
- Marcin Kierwiński (PO) – minister spraw wewnętrznych i administracji od 24 lipca 2025[4]
- Czesław Mroczek (PO) – sekretarz stanu od 14 grudnia 2023[5]
- Wiesław Szczepański (NL) – sekretarz stanu od 14 grudnia 2023[5]
- Tomasz Szymański (PO) – sekretarz stanu od 14 grudnia 2023[5]
- Magdalena Roguska (PO) – sekretarz stanu od 30 lipca 2025[6]
- Wiesław Leśniakiewicz – podsekretarz stanu od 14 grudnia 2023[5]
- Maciej Duszczyk (PL2050) – podsekretarz stanu od 22 grudnia 2023[7], pełnomocnik Rządu do Spraw Repatriacji od 6 marca 2024[8]
- Katarzyna Jędruszczak – dyrektor generalna od 28 lipca 2025[9]

## Struktura organizacyjna
W skład ministerstwa wchodzą Gabinet Polityczny Ministra oraz następujące komórki organizacyjne:
- Departament Administracji Publicznej
- Departament Bezpieczeństwa
- Departament Budżetu
- Departament Funduszy Europejskich
- Departament Komunikacji Społecznej
- Departament Kontroli
- Departament Obywatelstwa i Repatriacji
- Departament Ochrony Ludności i Zarządzania Kryzysowego
- Departament Porządku Publicznego
- Departament Prawny
- Departament Spraw Międzynarodowych i Migracji
- Departament Spraw Obywatelskich
- Departament Teleinformatyki
- Departament Wyznań Religijnych oraz Mniejszości Narodowych i Etnicznych
- Departament Zdrowia
- Departament Zezwoleń i Koncesji
- Biuro Administracyjne
- Biuro Dyrektora Generalnego
- Biuro Finansowe
- Biuro Kadr, Szkolenia i Organizacji
- Biuro Ministra
- Biuro Nadzoru Wewnętrznego.

Organy podległe ministrowi lub przez niego nadzorowane:
- Dyrektor Zakładu Emerytalno-Rentowego MSWiA
- Komendant Główny Policji
- Komendant Główny Straży Granicznej
- Komendant Główny Państwowej Straży Pożarnej
- Komendant Służby Ochrony Państwa
- Szef Urzędu do Spraw Cudzoziemców
- Inspektor Nadzoru Wewnętrznego

Jednostki organizacyjne podległe ministrowi:
- Centrum Obsługi Projektów Europejskich MSWiA
- Narodowy Instytut Samorządu Terytorialnego
- Zarząd Zasobów Mieszkaniowych MSWiA
- Centrum Personalizacji Dokumentów MSWiA

Jednostki organizacyjne nadzorowane przez ministra:
- Akademia Policji w Szczytnie
- Akademia Pożarnicza
- Wyższa Szkoła Straży Granicznej
- Instytut Technologii Bezpieczeństwa „MORATEX” w Łodzi
- Centrum Naukowo-Badawcze Ochrony Przeciwpożarowej im. Józefa Tuliszkowskiego – Państwowy Instytut Badawczy
- Państwowy Instytut Medyczny MSWiA
- samodzielne publiczne zakłady opieki zdrowotnej utworzone przez ministra właściwego do spraw wewnętrznych.

## Historia MSWiA w latach 1997–2011
Utworzenie MSWiA było jednym z elementów reformy centrum administracyjno-gospodarczego rządu zrealizowanej w latach 1996–1997. Zgodnie z ustawą z 21 czerwca 1996, wprowadzoną w życie ustawą z 8 sierpnia 1996, Minister Spraw Wewnętrznych i Administracji stał się od 1 stycznia 1997 organem właściwym w sprawach ochrony bezpieczeństwa państwa i porządku publicznego, ochrony granicy państwa, ochrony przeciwpożarowej, administracji publicznej, stosunków państwa z Kościołem Katolickim oraz innymi kościołami i związkami wyznaniowymi, a także w sprawach z zakresu państwowego nadzoru budowlanego oraz geodezji i kartografii. Szczegółowy zakres działania ministra ustalony został rozporządzeniem Prezesa Rady Ministrów z 7 sierpnia 1997.
Obsługę ministra zapewniało Ministerstwo Spraw Wewnętrznych i Administracji, którego organizację określił statut nadany rozporządzeniem Prezesa Rady Ministrów z 24 grudnia 1996. Nowy urząd przejął zadania:
- zlikwidowanego Ministerstwa Spraw Wewnętrznych (z wyjątkiem spraw związanych z nadzorem ministra nad Urzędem Ochrony Państwa, który 1 października 1996 podporządkowano bezpośrednio Prezesowi Rady Ministrów),
- zlikwidowanego Urzędu Rady Ministrów (z wyjątkiem spraw związanych z obsługą Prezesa Rady Ministrów i Rady Ministrów, które 1 stycznia 1997 przejęła nowo utworzona Kancelaria Prezesa Rady Ministrów),
- zlikwidowanego Ministerstwa Gospodarki Przestrzennej i Budownictwa (z wyjątkiem spraw związanych z polityką mieszkaniową i rozwojem miast, zagospodarowaniem przestrzennym i większością zagadnień gospodarki nieruchomościami, które 1 stycznia 1997 przejął nowo utworzony Urząd Mieszkalnictwa i Rozwoju Miast podporządkowany bezpośrednio Prezesowi Rady Ministrów, ponadto sprawy związane z geodezją i kartografią 1 stycznia 1997 przejął nowo utworzony Główny Urząd Geodezji i Kartografii podporządkowany Ministrowi Spraw Wewnętrznych i Administracji).

W drugiej połowie 1999 na mocy ustawy z 8 sierpnia 1996 o Radzie Ministrów oraz ustawy z 4 września 1997 o działach administracji rządowej wprowadzone zostały nowe zasady organizacji ministerstw. Konsekwencją tych zmian było m.in. uchylenie większości przepisów ustawy o urzędzie Ministra Spraw Wewnętrznych i Administracji, w której pozostawiono jedynie niektóre regulacje dotyczące uprawnień podległych mu pracowników i funkcjonariuszy. Nową podstawą prawną funkcjonowania MSWiA stało się rozporządzenie Rady Ministrów z 12 października 1999 o ponownym utworzeniu urzędu. W kolejnych latach ministerstwo było przekształcane dwukrotnie: na mocy rozporządzenia Rady Ministrów z 13 czerwca 2000 część jego komórek i pracowników została przekazana do nowo utworzonego Ministerstwa Rozwoju Regionalnego i Budownictwa, natomiast na mocy rozporządzenia Rady Ministrów z 31 października 2005 do MSWiA włączono część komórek i pracowników zlikwidowanego Ministerstwa Nauki i Informatyzacji.
Zgodnie z kolejnymi rozporządzeniami Prezesa Rady Ministrów w sprawie szczegółowego zakresu działania Ministra Spraw Wewnętrznych i Administracji szef MSWiA kierował na przestrzeni lat następującymi działami administracji rządowej:
- administracja publiczna, architektura i budownictwo, sprawy wewnętrzne, wyznania religijne (1999–2000)[21]
- administracja publiczna, sprawy wewnętrzne, wyznania religijne (2000–2005)[22][23][24][25][26]
- administracja publiczna, sprawy wewnętrzne, wyznania religijne oraz mniejszości narodowe i etniczne (2005)[27]
- administracja publiczna, informatyzacja, sprawy wewnętrzne, wyznania religijne oraz mniejszości narodowe i etniczne (2005–2011)[28][29][30]

Statut ministerstwa nadawany był w trybie rozporządzenia Prezesa Rady Ministrów, a od początku 2002 w trybie zarządzenia Prezesa Rady Ministrów. Struktura organizacyjna MSWiA była zmieniana wielokrotnie na podstawie następujących dokumentów: rozporządzeń z 5 listopada 1999 i z 12 grudnia 2000 oraz zarządzeń z 26 czerwca 2002, z 1 kwietnia 2004, z 8 listopada 2005, z 23 stycznia 2006, z 14 marca 2007 i z 25 marca 2008.
Zlikwidowanie Ministerstwa Spraw Wewnętrznych i Administracji nastąpiło na mocy rozporządzenia Rady Ministrów z 21 listopada 2011 (obowiązującego od 18 listopada 2011). Zgodnie z kolejnymi rozporządzeniami wydanymi tego dnia komórki i pracowników obsługujących działy administracja publiczna, informatyzacja i wyznania religijne oraz mniejszości narodowe i etniczne przekazano do nowo utworzonego Ministerstwa Administracji i Cyfryzacji, natomiast komórki i pracowników obsługujących dział sprawy wewnętrzne przekazano do nowo utworzonego Ministerstwa Spraw Wewnętrznych.

## Lista ministrów
Ministrowie spraw wewnętrznych i administracji od 1997:
| Lp. | Zdjęcie                              | Imię i nazwisko              | Objęcie urzędu       | Złożenie urzędu      | Długość urzędowania | Rząd                               |
| --- | ------------------------------------ | ---------------------------- | -------------------- | -------------------- | ------------------- | ---------------------------------- |
| 1. |                                      | Leszek Miller                | 1 stycznia 1997      | 31 października 1997 | 303 dni             | Rząd Włodzimierza Cimoszewicza     |
| 2. |                                      | Janusz Tomaszewski           | 31 października 1997 | 3 września 1999      | 672 dni             | Rząd Jerzego Buzka                 |
| p.o. |                                      | Janusz Pałubicki             | 3 września 1999      | 7 października 1999  | 34 dni              | Rząd Jerzego Buzka                 |
| 3. |                                      | Marek Biernacki              | 7 października 1999  | 19 października 2001 | 743 dni             | Rząd Jerzego Buzka                 |
| 4. |                                      | Krzysztof Janik              | 19 października 2001 | 21 stycznia 2004     | 824 dni             | Rząd Leszka Millera                |
| 5. |                                      | Józef Oleksy                 | 21 stycznia 2004     | 21 kwietnia 2004     | 91 dni              | Rząd Leszka Millera                |
| p.o. |                                      | Jerzy Szmajdziński           | 21 kwietnia 2004     | 2 maja 2004          | 11 dni              | Rząd Leszka Millera                |
| 6. |                                      | Ryszard Kalisz               | 2 maja 2004          | 31 października 2005 | 547 dni             | Pierwszy rząd Marka Belki          |
| 6. | Drugi rząd Marka Belki               | Ryszard Kalisz               | 2 maja 2004          | 31 października 2005 | 547 dni             |                                    |
| 7. |                                      | Ludwik Dorn                  | 31 października 2005 | 7 lutego 2007        | 464 dni             | Rząd Kazimierza Marcinkiewicza     |
| 7. | Rząd Jarosława Kaczyńskiego          | Ludwik Dorn                  | 31 października 2005 | 7 lutego 2007        | 464 dni             |                                    |
| 8. |                                      | Janusz Kaczmarek             | 7 lutego 2007        | 8 sierpnia 2007      | 182 dni             |                                    |
| 9. |                                      | Władysław Stasiak            | 8 sierpnia 2007      | 16 listopada 2007    | 100 dni             |                                    |
| 10. |                                      | Grzegorz Schetyna            | 16 listopada 2007    | 13 października 2009 | 697 dni             | Pierwszy rząd Donalda Tuska        |
| p.o. |                                      | Donald Tusk                  | 13 października 2009 | 14 października 2009 | 1 dzień             | Pierwszy rząd Donalda Tuska        |
| 11. |                                      | Jerzy Miller                 | 14 października 2009 | 18 listopada 2011    | 765 dni             | Pierwszy rząd Donalda Tuska        |
| brak (ministerstwo zlikwidowane i zastąpione Ministerstwem Spraw Wewnętrznych oraz Ministerstwem Administracji i Cyfryzacji) |                                      |                              |                      |                      |                     |                                    |
| 1. |                                      | Jacek Cichocki (MSW)         | 18 listopada 2011    | 25 lutego 2013       | 465 dni             | Drugi rząd Donalda Tuska           |
| 1. |                                      | Michał Boni (MAiC)           | 18 listopada 2011    | 27 listopada 2013    | 740 dni             | Drugi rząd Donalda Tuska           |
| 2. |                                      | Bartłomiej Sienkiewicz (MSW) | 25 lutego 2013       | 22 września 2014     | 574 dni             | Drugi rząd Donalda Tuska           |
| 2. |                                      | Rafał Trzaskowski (MAiC)     | 3 grudnia 2013       | 22 września 2014     | 293 dni             | Drugi rząd Donalda Tuska           |
| 3. |                                      | Teresa Piotrowska (MSW)      | 22 września 2014     | 16 listopada 2015    | 420 dni             | Rząd Ewy Kopacz                    |
| 3. | Andrzej Halicki (MAiC)               |                              | 22 września 2014     | 16 listopada 2015    | 420 dni             | Rząd Ewy Kopacz                    |
| Ministerstwo wznowione: |                                      |                              |                      |                      |                     |                                    |
| 12. |                                      | Mariusz Błaszczak            | 16 listopada 2015    | 9 stycznia 2018      | 785 dni             | Rząd Beaty Szydło                  |
| 12. | Pierwszy rząd Mateusza Morawieckiego | Mariusz Błaszczak            | 16 listopada 2015    | 9 stycznia 2018      | 785 dni             |                                    |
| 13. |                                      | Joachim Brudziński           | 9 stycznia 2018      | 4 czerwca 2019       | 511 dni             |                                    |
| 14. |                                      | Elżbieta Witek               | 4 czerwca 2019       | 9 sierpnia 2019      | 66 dni              |                                    |
| 15. |                                      | Mariusz Kamiński             | 9 sierpnia 2019      | 27 listopada 2023    | 1571 dni            |                                    |
| 15. | Drugi rząd Mateusza Morawieckiego    | Mariusz Kamiński             | 9 sierpnia 2019      | 27 listopada 2023    | 1571 dni            |                                    |
| 16. |                                      | Paweł Szefernaker            | 27 listopada 2023    | 13 grudnia 2023      | 16 dni              | Trzeci rząd Mateusza Morawieckiego |
| 17. |                                      | Marcin Kierwiński            | 13 grudnia 2023      | 13 maja 2024         | 152 dni             | Trzeci rząd Donalda Tuska          |
| 18. |                                      | Tomasz Siemoniak             | 13 maja 2024         | 24 lipca 2025        | 437 dni             | Trzeci rząd Donalda Tuska          |
| (17.) |                                      | Marcin Kierwiński            | 24 lipca 2025        | nadal                | 9 dni               | Trzeci rząd Donalda Tuska          |